# 율마
율마(Monterey cypress)는 측백나무과의 식물이다. 머리를 맑게하는 피톤치드를 발생시켜 인기가 높은 식물이며, 또한 오염물질인 포름알데히드 제거력이 뛰어나다. 유럽에서는 오일을 채취하거나 원예치료에 쓰이기도 하며, 최근에는 전나무 대신 크리스마스 트리용으로도 사용한다.

## 같이 보기
- 피톤치드
- 포름알데히드
- 전나무